# Jiǎn od Chua
Kralj Jiǎn od Chua (楚簡王; Chǔ Jiǎn Wáng) postumno je ime jednog kralja drevne države Chu u Kini, koji je umro 408. prije nove ere.
Rođen je kao princ Zhòng (中), sin kralja Huìja od Chua.
Nakon što je došao na tron, njegovo je ime postalo tabu. Vladao je 24 godine.
Naslijedio ga je njegov sin Šeng.